# Xosha Roquemore
Xosha Kai Roquemore (pronunciado Zo-sha) (n. 11 de diciembre de 1984) es una actriz estadounidense.

## Biografía
Roquemore nació en Los Ángeles en 1984. Comenzó a participar de un programa de actuación en el Conservatorio Amazing Grace mientras cursaba el noveno grado. Después de graduarse de la escuela secundaria, se mudó a la ciudad de Nueva York y se graduó del Tisch School of the Arts, institución  de formación actoral perteneciente a la Universidad de Nueva York.

## Vida personal
El nombre de la actriz le fue puesto por los Xhosa, un grupo étnico nativo de Sudáfrica.
Roquemore estuvo en una relación con el actor Lakeith Stanfield desde agosto de 2015. En marzo de 2017 la pareja anunció que esperaban su primer hijo junto, una niña que nació en junio de ese año.

## Filmografía
| Año  | Título                             | Rol             | Notas         |
| ---- | ---------------------------------- | --------------- | ------------- |
| 2008 | Shades of Brooklyn Vol. 1          | Allison         | Cortometraje  |
| 2009 | Precious                           | Jo Ann          |               |
| 2009 | Rivers Wash Over Me                | Racine Buchanan |               |
| 2010 | Playing With Guns                  | Cinnamon        | Telefilm      |
| 2011 | I Can Smoke?                       | Shirley         | Cortometraje  |
| 2012 | Price Check                        | Donna           |               |
| 2013 | G.B.F.                             | Caprice         |               |
| 2013 | The Butler                         | Foxy            | Sin acreditar |
| 2014 | Human Code: Emotions/Society       |                 | Cortometraje  |
| 2014 | Patton Oswalt Confronts His Haters |                 | Cortometraje  |
| 2016 | 9 Rides                            | Hipster         |               |
| 2017 | All Nighter                        | Megan           |               |
| 2017 | The Disaster Artist                | Actriz #3       |               |
| 2017 | Mississippi Requiem                | Tabitha         |               |
| 2018 | Brian Banks                        | Kennisha Rice   |               |
| 2018 | A Rose for Emily                   | Tabitha         | Cortometraje  |
| 2021 | Space Jam: A New Legacy            | Shanice James   |               |
| 2022 | Who Invited Charlie?               | Emma            |               |
| 2023 | Family Switch                      | Carrie          |               |
| 2023 | First Time Female Director         | Star            |               |
| 2025 | Captain America: Brave New World   | Leila Taylor    |               |

| Año       | Título                         | Rol                   | Notas                                                                           |
| --------- | ------------------------------ | --------------------- | ------------------------------------------------------------------------------- |
| 2008      | Viralcom                       | Showgirl #1           | 1 episodio                                                                      |
| 2010      | Nurse Jackie                   | City Island Clerk     | 1 episodio                                                                      |
| 2010      | 10 Things I Hate About You     | Baby                  | 1 episodio                                                                      |
| 2010      | Law & Order: Criminal Intent   | Trina Smith           | 1 episodio                                                                      |
| 2010      | My Boys                        | Tracee                | 1 episodio                                                                      |
| 2011      | Rescue Me                      | Jayne                 | 2 episodios: "Jeter" (temporada 7, episodio 7) "Vows" (temporada 7, episodio 8) |
| 2012      | Southland                      | Drea                  | 1 episodio                                                                      |
| 2013      | Kirstie                        | Tanya                 | 1 episodio                                                                      |
| 2013-2017 | The Mindy Project              | Tamra Webb            | Temporada 1 (recurrente; 3 episodios) Temporada 2-6 (principal)                 |
| 2018      | Roseanne                       | Geena Williams-Conner | 1 episodio: "Go Cubs"                                                           |
| 2018      | I'm Dying Up Here              | Dawn Lima             | Papel recurrente (temporada 2)                                                  |
| 2019      | First Wives Club               | Marcelle West         |                                                                                 |
| 2019–2020 | Black Monday                   | Connie                |                                                                                 |
| 2019–2022 | Sherman's Showcase             | Gladys Knight         | 2 episodios                                                                     |
| 2020      | Cherish the Day                | Gently James          | Papel principal                                                                 |
| 2020      | Big Mouth                      |                       | Voz, episodio: "A Very Special 9/11 Episode"                                    |
| 2021      | Colin in Black & White         | Erica                 | Episodio: "Cornrows"                                                            |
| 2021      | Let's Get Merried              | Emma                  | Telefilm                                                                        |
| 2022      | Atlanta                        | Xosha                 | Episodio: "Tarrare"                                                             |
| 2023      | Bob's Burgers                  | Adolescente           | Voz, episodio: "These Boots Are Made for Stalking"                              |
| 2024      | The Sex Lives of College Girls | Profesora Phillips    | Episodio: "Four to a Suite"                                                     |